# Разбойна (връх)
Вижте пояснителната страница за други значения на Разбойна.
Разбойна е най-високият връх в Котленско-Върбишкия дял на Стара планина. Висок е 1128 m. Има заоблено било, стръмни северни и южни склонове, обрасли с широколистни гори. Изграден е от долнокредни мергели, мергелни варовици и лиски. Почвите са рендзини и литосоли.
Върхът е използван за убежище от четите на Алтънлъ Стоян, Кара Танас, Хаджи Димитър, Георги Раковски, Стефан Караджа и Панайот Хитов.